# Kuoppejaure
Kuoppejaure är en sjö i Kiruna kommun i Lappland och ingår i Torneälvens huvudavrinningsområde. Sjön har en area på 0,301 kvadratkilometer och ligger 530,2 meter över havet. Kuoppejaure ligger i Torneträsk-Soppero fjällurskog Natura 2000-område.

## Delavrinningsområde
Kuoppejaure ingår i det delavrinningsområde (758441-168367) som SMHI kallar för Ovan Latnjejåkka. Medelhöjden är 519 meter över havet och ytan är 5,83 kvadratkilometer. Räknas de 3 avrinningsområdena uppströms in blir den ackumulerade arean 36,14 kvadratkilometer. Stalojåkka som avvattnar avrinningsområdet har biflödesordning 2, vilket innebär att vattnet flödar genom totalt 2 vattendrag innan det når havet efter 452 kilometer. Avrinningsområdet består mestadels av skog (95 procent). Avrinningsområdet har 0,3 kvadratkilometer vattenytor vilket ger det en sjöprocent på 5,1 procent.